# به ملازمان سلطان که رساند این دعا را
غزلی با مطلع «به ملازمان سلطان که رساند این دعا را» ششمین غزل از دیوان حافظ به تصحیح قاسم غنی و محمد قزوینی است.
شهریار، شعر «علی ای همای رحمت» را از این شعر تضمین کرده است و بیت پنجم از این غزل یعنی «همه شب در این امیدم که نسیم صبحگاهی؛ به پیام آشنایی بنوازد آشنا را» در شعر خود آورده است.